# Linurgus
Linurgus is een geslacht van zangvogels uit de familie van de vinkachtigen (Fringillidae).

## Soorten
Het geslacht omvat de volgende soort:
- Linurgus olivaceus – Wielewaalvink